# Lac du Campana
Pour les articles homonymes, voir Campana (homonymie).
Le lac du Campana est un lac pyrénéen français situé administrativement dans la commune de Bagnères-de-Bigorre dans le département des Hautes-Pyrénées en région  Occitanie.
Le lac a une superficie de 8 ha pour une altitude de 2 225 m, il atteint une profondeur de 41 m.

## Toponymie
De l'occitan campana qui signifie clocher ou clocheton.

## Géographie

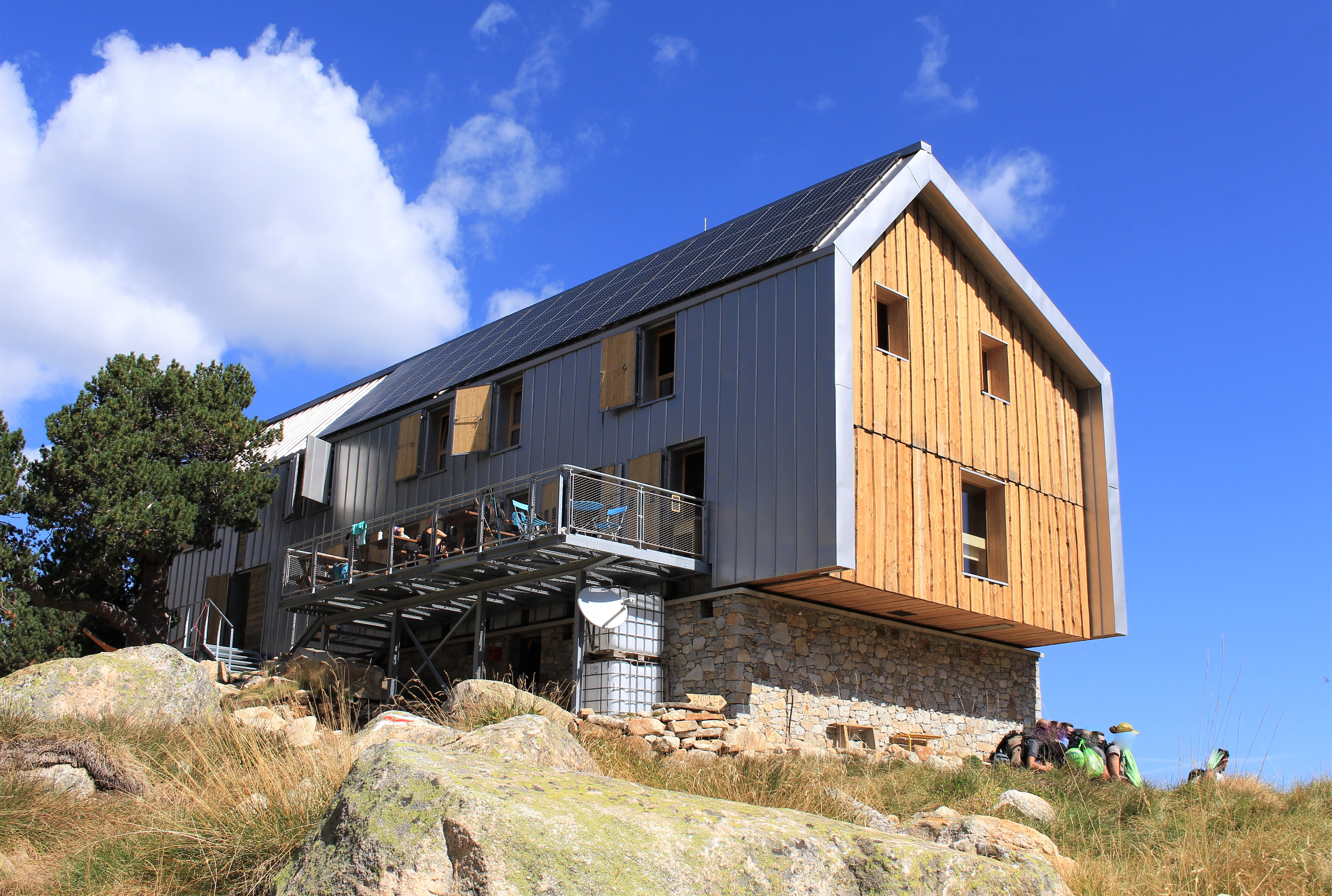
Vue du refuge du Campana de Cloutou bord du lac.

Il est situé en vallée de Campan.

### Topographie
|                              | Lac de Gréziolles (2 113 m) |                    |
| Campana de Cloutou (2 454 m) | lac du Campana              | Picarres (2 499 m) |
| Pic de Cloutou (2 565 m)     | Tuhou de Cloutou (2 568 m)  |                    |

### Hydrographie
Le lac a pour émissaire le Garet qui se jette ensuite dans l'Adour du Tourmalet.

### Géologie
Les lac Arrédoun, lac du Campana et lac de Gréziolles forment des lacs à chapelet.

## Protection environnementale
Le lac fait partie d'une zone naturelle protégée, classée ZNIEFF de type 1 : Cirque de Cloutou et sud de La Mongie et de type 2 : Bassin du haut Adour.

## Randonnées

### Niveau
Le niveau est facile : 2 h 30 pour les confirmés, 3 h pour les novices.
Carte IGN 1:50 000 = Campan (feuille XVII-47)
Carte IGN 1:25 000 = Néouvielle - Vallée d'Aure (feuille 276)
Guide Ollivier, Tome II Pyrénées centrales, itinéraire 161 p. 139
- En conditions estivales :

Suivre les itinéraires des lacs de Caderolles et de Gréziolles.
Au bout du lac de Gréziolles, continuer sur le GR 10 en direction plein ouest (marquages rouge et blanc). En une demi-heure environ, on grimpe le mur bas du Campana de Cloutou par un sentier en lacets ; on passe près du tunnel d'accès aux turbines du barrage. On arrive, après un dernier ressaut, au refuge du Campana de Cloutou.
C'est un refuge géré par le Club alpin français ; voir les coordonnées sur un lien ci-dessous.
- En hivernale :

Doubler le temps.
Même itinéraire que l'été (surtout pas ! le passage des "passets" est très avalancheux ; l'itinéraire d'hiver passe rive droite)

### Autour du lac du Campana de Cloutou

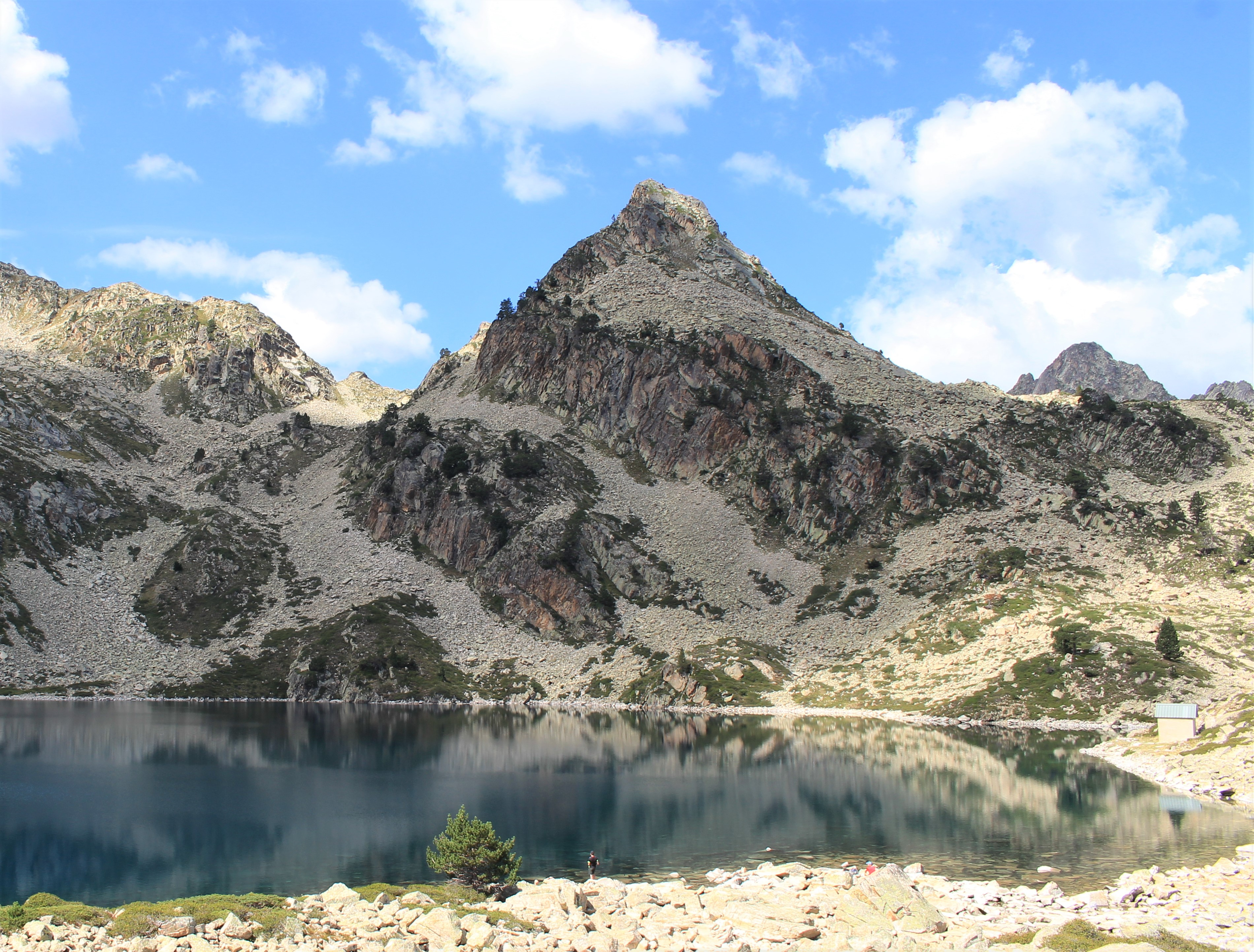
Pic du Campana de Cloutou

- Le pic du Campana de Cloutou (2454 m)

Hors sentier, à réserver aux confirmés.
Longer le lac par son déversoir (vers le sud puis l'ouest) et arriver plein ouest juste en face du refuge. Là, s'engager dans deux immenses pierriers direction nord-ouest qui montent jusqu'à un petit col séparant l'arète du Pic de Cloutou de celle du Pic du Campana de Cloutou. Attention aux blocs instables dans le chaos granitique. À ce col, suivre l'arète nord-est jusqu'au sommet en grimpant sur de gros blocs qui forment comme un escalier ; c'est du 3 (pieds et mains) sans grande difficulté, mais mieux vaut s'encorder pour les moins téméraires. On se trouve au centre du cirque du Cloutou et au-dessus des lacs ; le panorama est saisissant.
- Le lac d'Arredoun (2 326 m)

Hors sentier, facile.
Après le refuge, continuer sur le GR 10 vers le sud. Au premier laquet ((2 335 m)  à environ 15 minutes du refuge, piquer à l'est en hors sentier jusqu'à un petit col au pied de la muraille du Pic Prada. On arrive au lac Arredoun (arrondi) en un petit quart d'heure.
- Tuhou Arredoun

Hors sentier, moyen. Ne s'engager que par beau temps.
Depuis le lac Arredoun, on peut facilement grimper les épaulements des deux Tuhou Arredoun (en occitan : épaulement arrondi). Attention cependant à la descente : quelques barres rocheuses sont difficiles à passer et il faut parfois faire des détours car il est plus facile de monter que de descendre.
Au sommet du Tuhou Arredoun du Haut (2 502 m) , on a une bonne vue sur les immenses chaos granitiques, restes du travail des glaciers (lac de L'Aile ou de l'L, pied du Pic de Cettiou, Pic Prada).
Au sommet du Tuhou Arredoun du Bas (2 381 m) , le panorama surplombant le refuge laisse une bonne vue sur l'enfilade de lacs et laquets ; on comprend pourquoi EDF a choisi ce site pour établir trois barrages.

### Après le lac du Campana de Cloutou
- Après le refuge, le GR 10 se poursuit vers le lac de la Hourquette (3/4 d'heure environ). Au pied de ce lac, deux itinéraires sont possibles :

1. GR 10 et refuge de Bastan.
Longer le lac par sa rive droite (versant est), puis entamer l'ascension du col de Bastanet (2 509 m) . Le sentier est toujours balisé rouge et blanc. En une grosse demi-heure, on parvient à la Hourquette (petite fourche en occitan), col qui sépare la vallée du Campana de la vallée de Bastan. En une petite heure de marche, redescendre tranquillement vers le Lac supérieur puis le refuge de Bastan (ASPTT).

2. Sentier de berger et lac de Port-Bielh
Longer le lac sur sa rive gauche (versant ouest), puis entamer l'ascension vers la Hourquette de Caderolles. Le sentier est kerné et balisé jaune. On parvient à la Hourquette en une demi-heure, puis on bascule dans la haute vallée du Bastan et le lac de Port-Bielh (en occitan : col ancien, col usité depuis longtemps).
- Pic de Bastan ou de Port-Bielh (2 715 m)

Hors sentier ; niveau moyen. Ne s'engager que par beau temps.
Depuis le refuge du Campana, monter jusqu'au col de Bastanet (cf. itinéraire ci-dessus).

A la Hourquette, prendre plein ouest, versant vallée de Bastan, quelques mètres sous la ligne de crêtes. Le sentier, coutumier des randonneurs, est plus ou moins marqué selon les saisons, mais pas balisé. On grimpe en longeant le dessous de la crête, puis, après un petit col, carrément sur la crête. Il n'y a pas de grandes difficultés, sinon le risque de chutes de pierres ; attention aux personnes engagées au-dessus de vous. On parvient au sommet (marqué par un kern) en moins d'une heure.

Le panorama est grandiose : Pic de Bastan, haute vallée de Bastan (Port-Bielh), pinède de Bastanet, vallée du Bastanet et vallée du Campana de Cloutou.
- Pic de Portarras (2 697 m)

Hors sentier ; niveau moyen.
C'est le même principe que le Petit Pic de Bastan : monter jusqu'au col de Bastanet. De ce col, piquer pleine crête à l'est puis au nord-est. En une heure environ, on arrive au sommet du Pic du Portarras.
- Crêtes du col de Bastanet au Pic de Contadé

A réserver aux confirmés ; bien vérifier la météo car après le Pic de Cloutou, il n'y a plus d'échappatoire ; prévoir la journée.
Monter jusqu'au col de Bastanet et prendre l'itinéraire du Pic de Bastan (2 715 m) . Continuer sur la crête en direction plein nord et franchir la Hourquette de Caderolles (2495 m). Poursuivre toujours sur la crête jusqu'au Tuhou de Cloutou (2 568 m) . Continuer jusqu'à la Hourquette Braque ; c'est la dernière échappatoire avant le Pic du Contadé. Poursuivre en suivant les crêtes de Port-Bielh ; la roche schisteuse se délite et par endroits, il faudra peut-être pitonner. Après le Pic du Contadé, redescendre jusqu'à la Brèche du Contadé. Là, deux sorties sont possibles : vers l'est par le chaos du Cloutou et le lac de Gréziolles ; par l'ouest sous le Pic des Quatre-Termes et vers la Mongie.

## Galerie

Vues du lac.
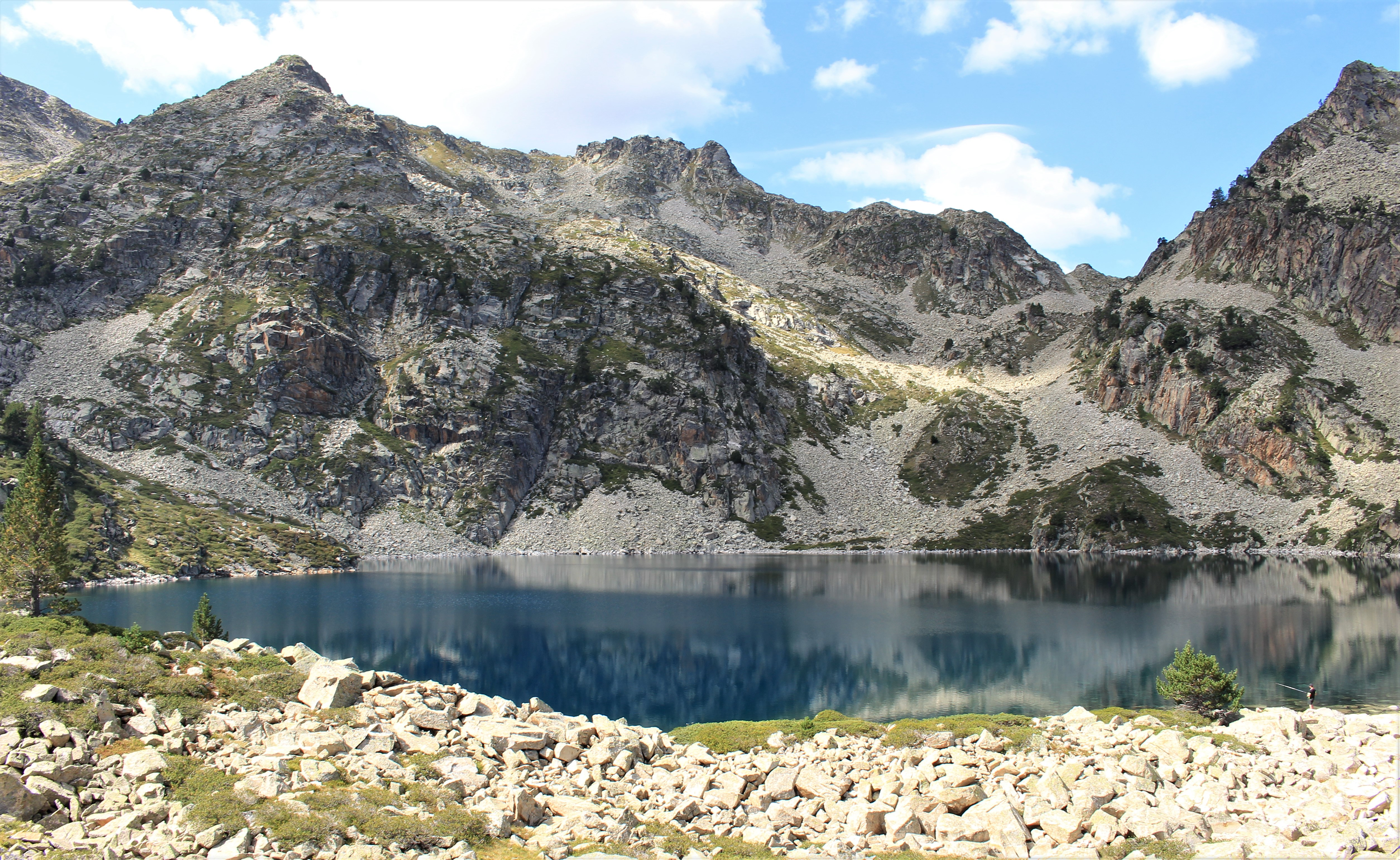
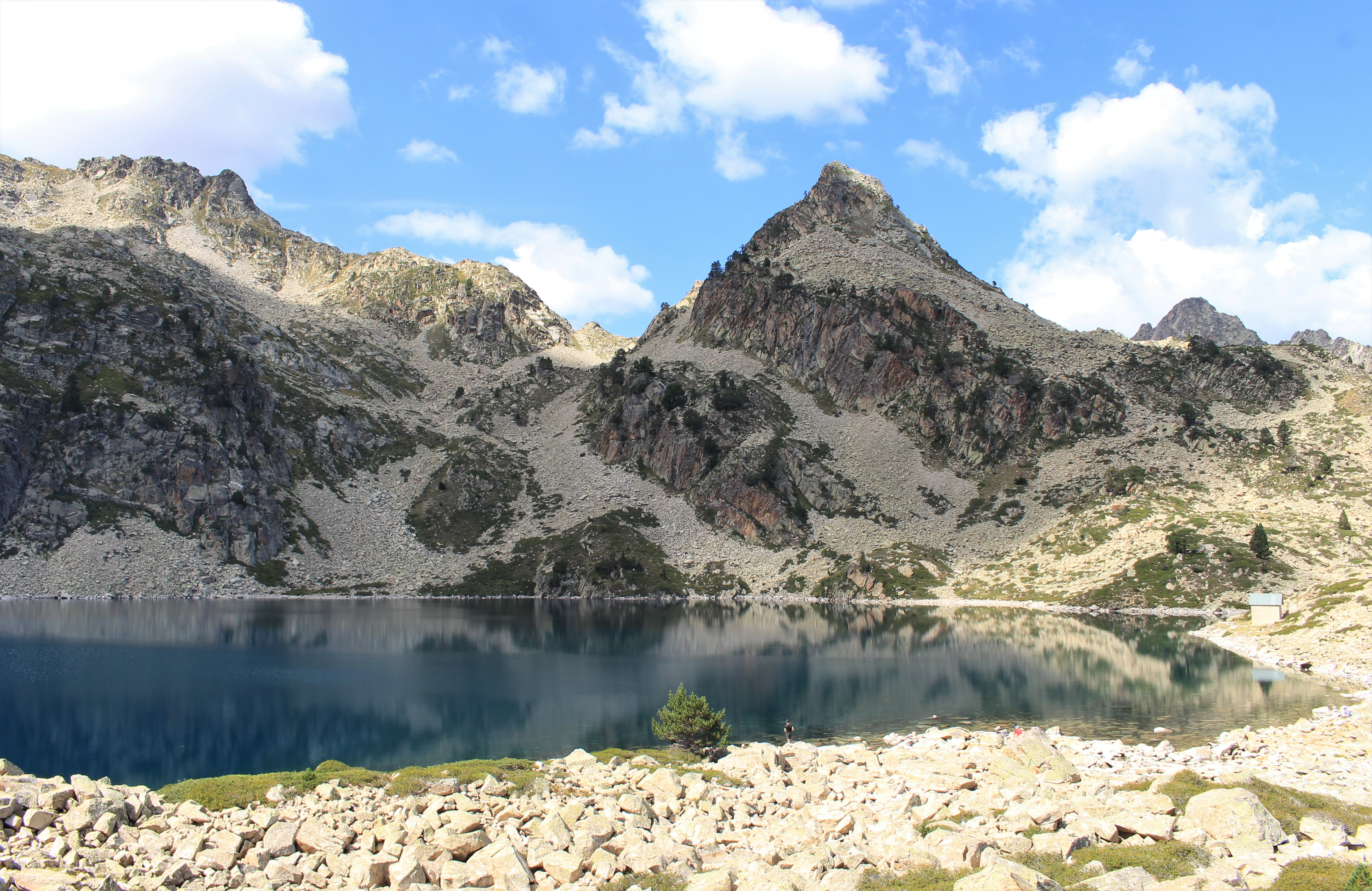